# Grancy
Grancy (toponimo francese) è un comune svizzero di 408 abitanti del Canton Vaud, nel distretto di Morges.

## Monumenti e luoghi d'interesse
- Chiesa riformata, attestata dal 1228 e ricostruita nel 1764-1770[1].

## Società

### Evoluzione demografica
L'evoluzione demografica è riportata nella seguente tabella:
Abitanti censiti

## Amministrazione
Ogni famiglia originaria del luogo fa parte del cosiddetto comune patriziale e ha la responsabilità della manutenzione di ogni bene ricadente all'interno dei confini del comune.